# أولاد ادريس (أولاد إدريس)
أولاد ادريس هو دُوَّار يقع بجماعة برادية، إقليم الفقيه بن صالح، جهة بني ملال خنيفرة في المملكة المغربية. ينتمي الدوّار لمشيخة أولاد إدريس التي تضم 6 دواوير. يقدر عدد سكانه بـ 4540 نسمة حسب الإحصاء الرسمي للسكان والسكنى لسنة 2004.

## روابط خارجية
- البوابة الوطنية للجماعات الترابية
- المندوبية السامية للتخطيط